# Manshu-in

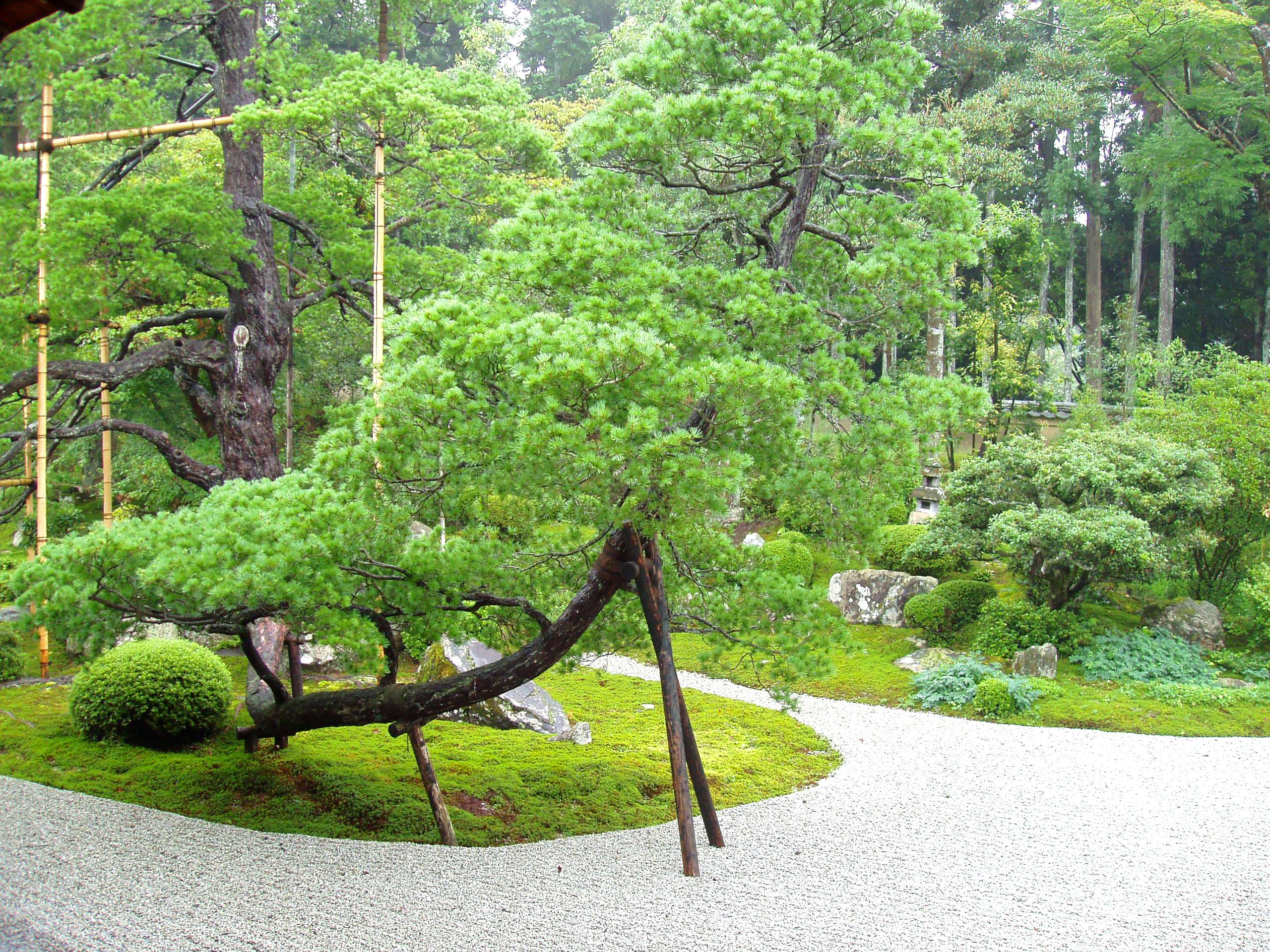
Jardin avec Pinus pentaphylla

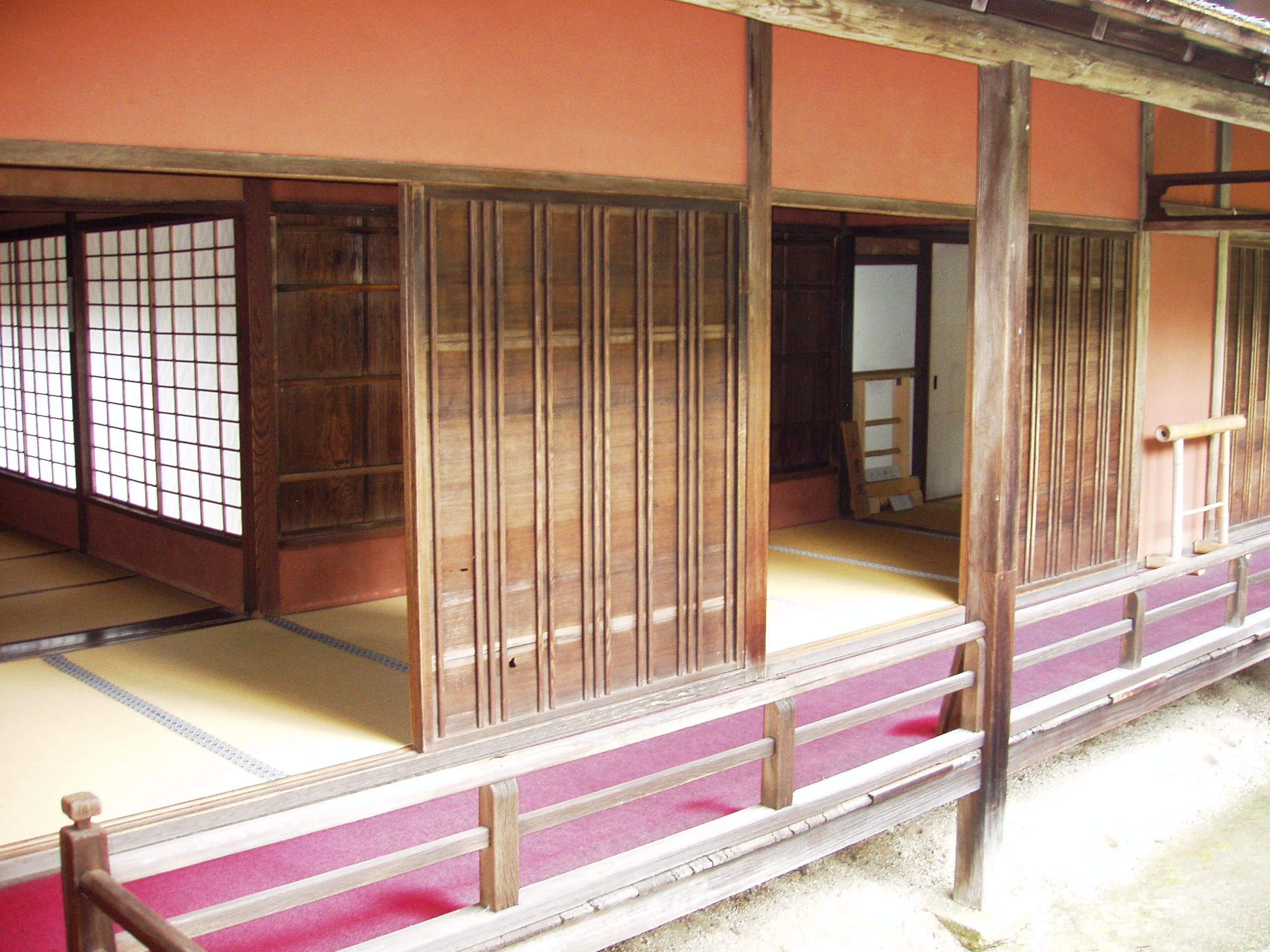
Petit « shoin »

Le Manshu-in (曼殊院), aussi appelé le Manshuin Monzeki, est un temple tendai situé près de la villa impériale Shugakuin à Sakyō-ku, Ichijo-ji, Takenouchi-cho, au nord-est de Kyoto au Japon.

## Historique
Le temple est fondé par Dengyo Daishi au VIIIe siècle. Il est alors situé près du mont Hiei et connu sous le nom Tobibo mais renommé Manshuin en 1108 ou 1109. Au début de l'époque d'Edo, le temple est déplacé  à son emplacement actuel. Aujourd'hui, le temple est remarquable tant pour ses bâtiments que pour son jardin. Les jardins de Manshu-in sont référencés comme « bien culturel du Japon » au titre de site remarquable.
Le bâtiment d'entrée contient une « Salle du Tigre » avec des images qui auraient été peintes par Kano Eitoku (狩野 永徳) (1543–1590), une « Salle du Bambou » avec des estampes sur bois de l'époque d'Edo et une « Salle du Coq » avec des peintures de Kishi Ganku (岸駒) (1749/56–1839). Le hall principal du temple (« Grand Shoin ») date du début de l'époque d'Edo et figure à présent sur la liste des Biens culturels importants. Il contient une « Salle de la cascade » avec des panneaux coulissants de Kanō Tannyū (狩野探幽) (1602–1674) et une « Salle de scènes de neige » avec des peintures sur paravent du même artiste et des étagères très semblables à celles de la villa impériale de Katsura. Le hall secondaire (« Petit Shoin ») est aussi un Bien culturel important : il abrite la « Salle du mont Fuji » (avec des images de Kanō Tanyū sur les portes coulissantes), la « Salle du crépuscule » avec le trône royal et d'autres peintures de Kano et enfin un salon de thé.
Le jardin principal du temple est dans le style Karesansui (枯山水); il abrite un remarquable pinus pentaphylla de près de quatre cents ans, isolé sur une « île » posée au milieu d'un ruisseau de sable blanc. Le jardin intérieur est assez petit et dispose d'une vasque en pierre et d'un vieux puits.